# Gwiazda piwowarska

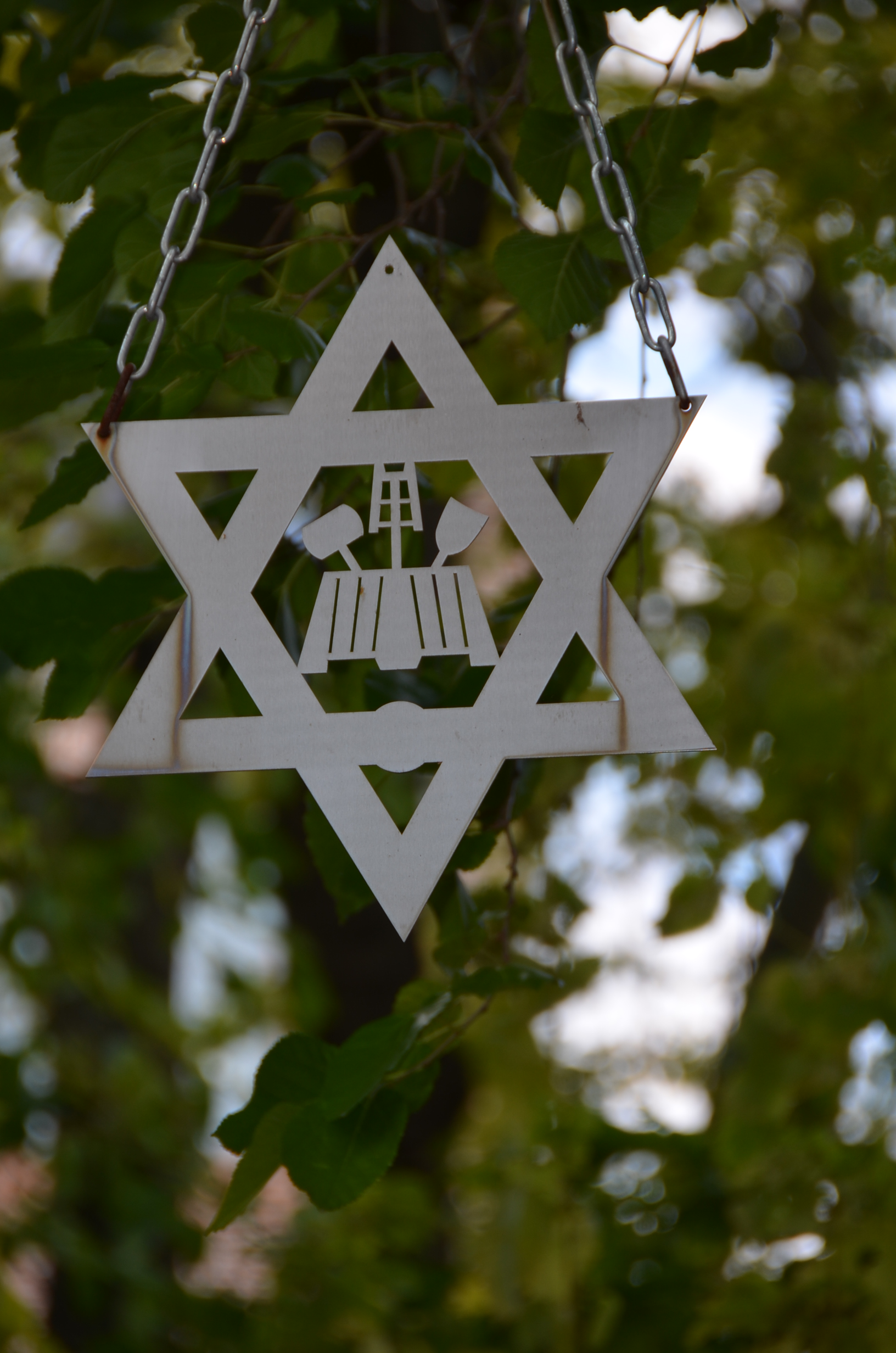

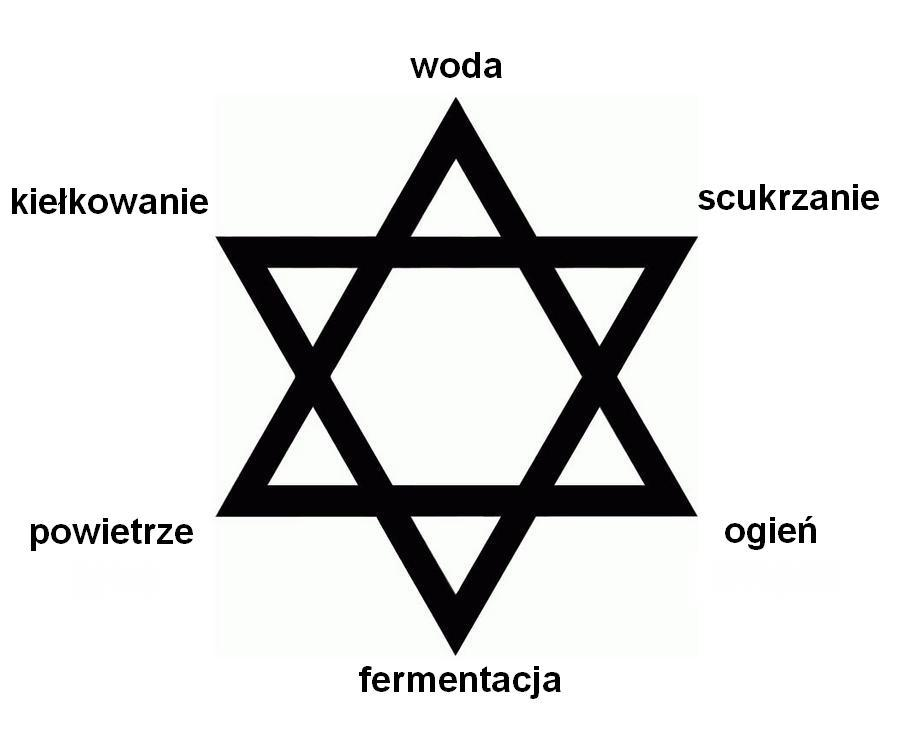
Gwiazda piwowarska

Gwiazda piwowarska – tajemny amulet i znak cechu piwowarów przedstawiający dwa splecione ze sobą trójkąty tworzące heksagram.

## Znaczenie
Wierzchołki jednego trójkąta symbolizują trzy żywioły: wodę, powietrze i ogień. Drugi trójkąt oznacza kiełkowanie, scukrzanie i fermentację. Do przeprowadzenia procesu kiełkowania ziarna niezbędna jest woda, scukrzanie odbywa się poprzez podgrzewanie (warzenie piwa) słodu wraz z wodą przy pomocy ognia, a fermentacja odbywa się poprzez dojrzewanie brzeczki na wolnym powietrzu.
Gwiazda piwowarska była rodzajem tajemnego znaku mającego na celu odpędzenie złych mocy, które mogły zepsuć piwo i pomyślne zakończenie produkcji piwa. Stanowiła również znak informujący o tym, że w danym pomieszczeniu lub naczyniu przygotowywane jest piwo. Ponadto obrazowała i objaśniała skrótowo cały proces technologiczny warzenia piwa.

## Zastosowanie
Gwiazda piwowarska była rodzajem amuletu wykonanego z żelaza lub drewna, który wieszano nad kadziami z piwem. Gwiazdę piwowarską rysowano również bezpośrednio na kadziach lub obok nich. Wieszano ją również nad drzwiami jako symbol piwowara zamieszkującego dom. Często była również wypalana na beczkach i kadziach lub wmurowywana na szczytach browarnianych budynków lub wykonywana jako medalion noszony przez piwowarów na szyi.

## Historia
Tajemny znak pod postacią sześciopromiennej gwiazdy zastosowali po raz pierwszy Sumerowie, oznaczając w ten sposób piwo. W średniowieczu wraz z rosnącą popularnością sztuk tajemnych i alchemii gwiazda piwowarska zyskała jako amulet duże znaczenie i popularność. Wykorzystywana była przede wszystkim w Europie Środkowej. Rozwój nauki osłabił znaczenie gwiazdy jako amuletu, który stał się znakiem rozpoznawczym piwowarów i piwiarni. W Polsce do niedawna gwiazdę piwowarską wykorzystywał browar w Grodzisku Wielkopolskim.